# 大雁 (地名)
大雁，是台灣南投縣魚池鄉的一個傳統地域名稱，位於該鄉北部。相較於今日行政區，其範圍大致為大雁村北大半部。

## 歷史
台灣清治末期至日治初期，大雁地區為一街庄，稱為「大雁庄」，隸屬於五城堡。該庄北與挑米坑庄為鄰，東與鹿蒿庄為鄰，南邊為新城庄、山楂腳庄，西邊為蓮華池庄。
1901年（日治明治三十四年）11月，全台廢縣廳改設二十廳，該庄隸屬於南投廳。1903年（明治三十六年）6月，該庄編入「五城區」，隸屬於南投廳。1909年（明治四十二年）10月，合併二十廳為十二廳，五城區仍隸屬於南投廳。1920年（大正九年），全台地方制度大改正，廢十二廳改設五州二廳，該庄改制為「大雁」大字，隸屬於臺中州新高郡魚池庄。
戰後魚池庄改制為魚池鄉，隸屬於臺中縣，大字亦改制為村。1950年10月，中、彰、投分治，魚池鄉改隸屬南投縣。

## 聚落
本地區發展較早的聚落有㴧水（澀水）、大雁等，在日治期初期的官方地圖上已有記載。此外，本地區尚有湖桶、雁地、頂雁等聚落。

## 交通
省道台21線是台中市東勢區天冷至南投縣信義鄉塔塔加的幹道，大致以北向南由本地區北部邊界中央偏東地帶的大雁隧道入境後，繞大彎轉東南東再繞大彎轉南南西於本地區南部邊界東側出境。由該道路向北可前往埔里、國姓、新社等地；向南南西轉東南經魚池市區轉南南西可前往水里東南部、信義、和社、塔塔加等地。
鄉道投66線是洽坑至槌仔寮的道路，大致以西南—東北走向由本地區西部邊界中央地帶入境後，轉東南東再轉東南蜿蜒而行，於本地區南部邊界中央偏西地帶出境。由該道路向西南可前往蓮華池並止於鄉道投64線路口；向東南轉南可前往山楂腳的槌仔寮並止於縣道131號路口。
鄉道投66-1線（大雁巷）是山楂腳至大雁的道路，其東北側端點位於本地區東部的省道台21線路口。由此向西南轉西再轉南南西蜿蜒而行，出境後可前往山楂腳並止於鄉道投66線路口。